# 七森中♪ふぇすてぃばる
『七森中♪ふぇすてぃばる』（ななもりちゅうふぇすてぃばる）は、2013年2月24日にパシフィコ横浜で開催されたテレビアニメ『ゆるゆり』のライブイベント、およびその公演を収録したライブBlu-ray Disc、DVD。

## 概要
2012年9月18日、テレビ東京で『ゆるゆり♪♪』（2期）最終話が放送された直後のCMで開催発表が行われた。前回の七森中♪うたがっせんでは同日に行なわれたスフィアのライブツアー静岡公演のためVTR出演となった豊崎愛生も参加したほか、前回に引き続きシークレットとして倉口桃が参加した。
夜の部にて、2013年7月に七森中☆ごらく部の単独イベント『夏だ!まつりだ!!!全員集合└(б∇б)┘ごらく部☆なちゅまつり』が開催されることと、同年6月5日に第1期キャラクターソング『ゆるゆりのうたシリーズ♪』のベストアルバムである『ゆるゆりずむ♪』が発売されることが発表された。
2013年6月19日に、イベントの模様を収めたBlu-ray Disc、DVDがポニーキャニオンから発売された。映像特典として本公演のバックステージ、昼の部での『みんなだいすきのうた』、オープニング映像などやごらく部によるオーディオコメンタリー（音声特典）を収録したほか、Blu-rayの初回限定盤にはライブ時の写真が満載の豪華ブックレットとメモリアルフォトが封入特典として付いた。

## 出演者
- 三上枝織（赤座あかり役）
- 大坪由佳（歳納京子役）
- 津田美波（船見結衣役）
- 大久保瑠美（吉川ちなつ役）
- 藤田咲（杉浦綾乃役）
- 豊崎愛生（池田千歳役）
- 加藤英美里（大室櫻子役）
- 三森すずこ（古谷向日葵役）
- 竹達彩奈（ミラクるん役）
- 倉口桃（池田千鶴役）‐ サプライズ出演

## セットリスト
昼夜とも共通。ドラマパートで披露された4曲は1番のみ、メドレーは一部のみとなっている。
1. いぇす!ゆゆゆ☆ゆるゆり♪♪
歌 - 七森中☆ごらく部（三上枝織、大坪由佳、津田美波、大久保瑠美）
2. レッツラブ〜でいきましょう♪
歌 - 七森中☆ごらく部（三上枝織、大坪由佳、津田美波、大久保瑠美）
3. ごらく部、愛と勇気と希望と友情のテーマ
歌 - 七森中☆ごらく部（三上枝織、大坪由佳、津田美波、大久保瑠美）
4. 恋のダブルパンチ
歌 - さくひま＊ひまさく（加藤英美里、三森すずこ）
5. ない・ない・ナイアガラ！
歌 - 杉浦綾乃（藤田咲）
6. あいのDelusion
歌 - 池田千歳（豊崎愛生）
7. 女と女のゆりゲーム
歌 - 赤座あかり（三上枝織）、吉川ちなつ（大久保瑠美）
8. Eかげん☆YUIかげん
歌 - 船見結衣（津田美波）
9. はしゃいでみたり悩んでみたり恋する乙女はゆるゆり
歌 - 歳納京子（大坪由佳）
10. よんでミラクるん!
歌 - ミラクるん（竹達彩奈）
11. あのねっ!
歌 - 吉川ちなつ（大久保瑠美）
12. しあわせギフト
歌 - 赤座あかり（三上枝織）
13. パジャマ旅行
歌 - 歳納京子（大坪由佳）、船見結衣（津田美波）
14. きらいっぱい×すきいっぱい
歌 - 大室櫻子（加藤英美里）
15. それは恋ではないですの?
歌 - 古谷向日葵（三森すずこ）
16. ドラマ＆歌『放課後カラオケふぇすてぃばる』[注釈 2]
  1. つんつんバラード
歌 - 船見結衣（津田美波）
  2. 網走慕情
歌 - 吉川ちなつ（大久保瑠美）
  3. サンタがやってくる♪
歌 - 赤座あかり（三上枝織）
  4. 地獄の底へもついていく
歌 - 歳納京子（大坪由佳）
17. ガールズパワーで
歌 - 船見結衣（津田美波）、吉川ちなつ（大久保瑠美）
18. Miracle Duet
歌 - 歳納京子（大坪由佳）、杉浦綾乃（藤田咲）
19. ウチとわたしを芯まで漬け込んで
「ウチを芯まで漬け込んで」のタイトル・歌詞を千歳と千鶴用に改変したもの。
歌 - 池田千歳（豊崎愛生）、池田千鶴（倉口桃）
20. 1期メドレー
  1. 恋の罰金バッキンガム！
歌 - 杉浦綾乃（藤田咲）
  2. あなたのシアワセ ウチのシアワセ
歌 - 池田千歳（豊崎愛生）
  3. きらいじゃないもん
歌 - 大室櫻子（加藤英美里）
  4. Day by day
歌 - 古谷向日葵（三森すずこ）
  5. 魔女っ娘ミラクるん♪
歌 - ミラクるん（竹達彩奈）
  6. ミラクるゆるくる1・2・3
歌 - 歳納京子（大坪由佳）
  7. まるごと！
歌 - 吉川ちなつ（大久保瑠美）
  8. ごゆるりワールド
歌 - 船見結衣（津田美波）
  9. 私、主役の赤座あかりです
歌 - 赤座あかり（三上枝織）
21. え〜る♪
歌 - 全員
22. みんなだいすきのうた（ピアノ弾き語り）
歌・ピアノ - 赤座あかり（三上枝織）
23. MY SWEET MEMORY
歌 - 七森中☆ごらく部（三上枝織、大坪由佳、津田美波、大久保瑠美）
24. 100%ちゅ〜学生
歌 - 七森中☆ごらく部（三上枝織、大坪由佳、津田美波、大久保瑠美）
25. マイペースでいきましょう（アンコール）
歌 - 全員
26. ゆりゆららららゆるゆり大事件（アンコール）
歌 - 全員

### MC
1. M-3後 ： 七森中☆ごらく部MC
2. M-6後 ： 生徒会MC
夜の部では、千歳役の豊崎が復帰した旨を藤田から紹介されるが、その際、「どこ行ってたの?」と質され、「別のイベントに…」と答えた。客席からは豊崎のスフィア活動時のイメージカラーである緑のサイリウムが振られていたが、それを見た藤田が「そっちの色は振らない!」と一喝した。
3. M-10後： ミラクるんMC
4. M-18後： 千歳MC
5. M-19後： 千歳&千鶴MC
6. M-22後： 七森中☆ごらく部MC
夜の部では、「みんなだいすきのうた」（TVサイズ・ヴァージョン）をごらく部が歌うサプライズがあった。
7. M-23後： 七森中☆ごらく部MC
夜の部では、会場内のモニターでごらく部の単独ライブ開催決定告知が表示され、その瞬間4人は感極まっていた。特に津田は「チョー嬉しい。この涙を嬉し涙に変えることができてよかった」と喜びを表していた。また、大久保は「ふぇすてぃばるが始まる前に「ゆるゆり3期、未定!詳細未定!でもやるよ!」といった夢を見た」と語っており、三上、大坪、津田の3人は「正夢だ!」と驚いていた。
8. M-25後： 全員MC
夜の部では大坪が号泣しながらも来場者に対して「懐の広いみなさんで、ゆるゆりがないと生きていけない」と迷言を残した[注釈 3]。また、倉口、竹達、加藤、藤田の4人がごらく部の単独ライブに出演要請するコメントを残した[注釈 4]。